# Campeonato Africano de Corta-Mato de 2018
O Campeonato Africano de Corta-Mato de 2018 foi a 5ª edição da competição organizada pela Confederação Africana de Atletismo no dia 17 de março de 2018. Teve como sede a cidade de Chlef na Argélia, sendo disputadas 4 categorias entre sênior e júnior, com domínio do Quênia em quase todas as categorias. 

## Medalhistas
Esses foram os resultados do campeonato. 
| Evento                 | Ouro                                                                | Ouro  | Prata                                                                     | Prata | Bronze                                                                             | Bronze |
| ---------------------- | ------------------------------------------------------------------- | ----- | ------------------------------------------------------------------------- | ----- | ---------------------------------------------------------------------------------- | ------ |
| Sênior masculino 10 km | Alfred Barkach (KEN)                                                | 30:47 | Julius Kogo (KEN)                                                         | 30:47 | Thomas Ayeko (UGA)                                                                 | 30:47  |
| Sênior feminino 10 km  | Celliphine Chespol (KEN)                                            | 35:10 | Margaret Chelimo Kipkemboi (KEN)                                          | 35:13 | Yeshi Kalayu Chekole (ETH)                                                         | 35:26  |
| Revezamento misto      | Etiópia · Taresa Tolosa · Netsanet Desta · Mogos Tuemay · Besu Sado | 23:51 | Quênia · Charles Simotwo · Emily Chebet · Bethwel Birgen · Winfred Mbithe | 24:15 | Marrocos · Brahim Kaazouzi · Kawtar Farkoussi · Younès Essalhi · Fadwa Sidi Madane | 25:07  |
| Júnior masculino 8 km  | Rhonex Kipruto (KEN)                                                | 25:01 | Stanley Waithaka Mburu (KEN)                                              | 25:06 | Solomon Berihu (ETH)                                                               | 25:08  |
| Júnior feminino 6 km   | Girmawit Gebrzihair (ETH)                                           | 20:40 | Tsigie Gebreselama (ETH)                                                  | 20:54 | Hellen Ekalale (KEN)                                                               | 20:55  |

## Resultados

### Sênior masculino
| Posição           | Atleta                 | Nacionalidade | Tempo | Notas |
| ----------------- | ---------------------- | ------------- | ----- | ----- |
| Medalha de ouro   | Alfred Barkach         | Quênia        | 30:47 |       |
| Medalha de prata  | Julius Kogo            | Quênia        | 30:47 |       |
| Medalha de bronze | Thomas Ayeko           | Uganda        | 30:47 |       |
| 4                 | Enyew Mekonnen Alem    | Etiópia       | 31:01 |       |
| 5                 | Emmanuel Bor           | Quênia        | 31:14 |       |
| 6                 | Philip Kipyeko         | Uganda        | 31:19 |       |
| 7                 | John Chepkwony         | Quênia        | 31:22 |       |
| 8                 | Filmon Ande            | Eritreia      | 31:23 |       |
| 9                 | Mande Bushendich       | Uganda        | 31:26 |       |
| 10                | Tesfay Berhe Berhane   | Eritreia      | 31:28 |       |
| 11                | Kefasiteni Chitsala    | Malawi        | 31:35 |       |
| 12                | Nelson Wakana          | Uganda        | 31:38 |       |
| 13                | Melkashaw Eshete Kassa | Etiópia       | 31:43 |       |
| 14                | Samsom Amare           | Eritreia      | 31:46 |       |
| 15                | Ali Grine              | Argélia       | 31:47 |       |
| 16                | Mohamed Merbouhi       | Argélia       | 31:49 |       |
| 17                | David Manja            | África do Sul | 31:56 |       |
| 18                | Brhane Amanuel         | Eritreia      | 32:00 |       |
| 19                | Christian Manga        | Senegal       | 32:13 |       |
| 20                | Abe Gashaun Tilahun    | África do Sul | 32:15 |       |

### Sênior feminino
| Posição           | Atleta                      | Nacionalidade | Tempo | Notas |
| ----------------- | --------------------------- | ------------- | ----- | ----- |
| Medalha de ouro   | Celliphine Chespol          | Quênia        | 35:10 |       |
| Medalha de prata  | Margaret Chelimo Kipkemboi  | Quênia        | 35:13 |       |
| Medalha de bronze | Yeshi Kalayy Chekole        | Etiópia       | 35:26 |       |
| 4                 | Stacey Chepkemboi Ndiwa     | Quênia        | 35:27 |       |
| 5                 | Stella Chesang              | Uganda        | 35:30 |       |
| 6                 | Sandra Chebet               | Quênia        | 35:47 |       |
| 7                 | Mercyline Chelangat         | Uganda        | 35:53 |       |
| 8                 | Enatnesh Alamrew Tirusew    | Etiópia       | 35:57 |       |
| 9                 | Rosemary Njeri              | Quênia        | 36:01 |       |
| 10                | Gate Alemayehu Teklemichael | Etiópia       | 36:08 |       |
| 11                | Rahma Tusa Chota            | Etiópia       | 36:27 |       |
| 12                | Perine Nengampi             | Quênia        | 36:38 |       |
| 13                | Janat Chemusto              | Uganda        | 36:52 |       |
| 14                | Linet Chebet                | Uganda        | 36:59 |       |
| 15                | Shasho Insermu Mijana       | Etiópia       | 37:21 |       |
| 16                | Kesa Molotsane              | África do Sul | 37:38 |       |
| 17                | Zinash Estifo Banetirga     | Etiópia       | 37:46 |       |
| 18                | Rima Chenah                 | Argélia       | 38:34 |       |
| 19                | Riham Senani                | Argélia       | 38:49 |       |
| 20                | Glenrose Xaba               | África do Sul | 39:04 |       |

### Revezamento misto
| Posição           | Nacionalidade | Aletas                                                               | Tempo |
| ----------------- | ------------- | -------------------------------------------------------------------- | ----- |
| Medalha de ouro   | Etiópia       | Taresa Tolosa, Netsanet Desta, Mogos Tuemay, Besu Sado               | 23:51 |
| Medalha de prata  | Quênia        | Charles Simotwo, Emily Chebet, Bethwel Birgen, Winfred Mbithe        | 24:15 |
| Medalha de bronze | Marrocos      | Brahim Kaazouzi, Kawtar Farkoussi, Younès Essalhi, Fadwa Sidi Madane | 25:07 |
| 4.                | Argélia       | Imad Touil, Abir Refas, Takieddine Heideli, Nabila Sifi              | 25:51 |

### Júnior masculino
| Posição           | Atleta                       | Nacionalidade | Tempo | Notas |
| ----------------- | ---------------------------- | ------------- | ----- | ----- |
| Medalha de ouro   | Rhonex Kipruto               | Quênia        | 25:01 |       |
| Medalha de prata  | Stanley Waithaka Mburu       | Quênia        | 25:06 |       |
| Medalha de bronze | Solomon Berihu Weldeselassie | Etiópia       | 25:08 |       |
| 4                 | Berehanu Wendim Tsegu        | Etiópia       | 25:11 |       |
| 5                 | Milkesa Mengesha Tolosa      | Etiópia       | 25:13 |       |
| 6                 | Vincent Kipkemoi Ngetich     | Quênia        | 25:14 |       |
| 7                 | Edwin Kiplagat Bett          | Quênia        | 25:17 |       |
| 8                 | Edward Zakayo                | Quênia        | 25:20 |       |
| 9                 | Dominic Kiptum Rotich        | Quênia        | 25:31 |       |
| 10                | Nibret Melak Bogale          | Etiópia       | 25:34 |       |

### Júnior feminino
| Posição           | Atleta               | Nacionalidade | Tempo | Notas |
| ----------------- | -------------------- | ------------- | ----- | ----- |
| Medalha de ouro   | Girmawit Gebrzihair  | Etiópia       | 19:44 |       |
| Medalha de prata  | Tsigie Gebreselama   | Etiópia       | 19:58 |       |
| Medalha de bronze | Hellen Ekalale       | Quênia        | 19:59 |       |
| 4                 | Agnes Jebet Ngetich  | Quênia        | 20:06 |       |
| 5                 | Roselidah Jepketer   | Quênia        | 20:08 |       |
| 6                 | Mirriam Cherop       | Quênia        | 21:06 |       |
| 7                 | Mizan Alem Adane     | Etiópia       | 21:08 |       |
| 8                 | Edinah Jebitok       | Quênia        | 21:21 |       |
| 9                 | Ejegayehu Taye Haylu | Etiópia       | 21:23 |       |
| 10                | Beatrice Chebet      | Quênia        | 21:32 |       |